# Fabriciola rubra
Fabriciola rubra är en ringmaskart som beskrevs av Fitzhugh 1998. Fabriciola rubra ingår i släktet Fabriciola och familjen Sabellidae. Inga underarter finns listade i Catalogue of Life.